# Elezioni presidenziali in Bielorussia del 2010
Le elezioni presidenziali in Bielorussia del 2010 si tennero il 19 dicembre e videro la vittoria di Aljaksandr Lukašėnka, che fu confermato Presidente della Bielorussia.

## Risultati
| Candidati             | Partiti                             | Voti      | %     |
| --------------------- | ----------------------------------- | --------- | ----- |
| Aljaksandr Lukašėnka  | Indipendente                        | 5 130 557 | 79,65 |
| Andrėj Sannikaŭ       | Indipendente                        | 156 419   | 2,43  |
| Jaraslaŭ Ramančuk     | Partito Civico Unito di Bielorussia | 127 281   | 1,98  |
| Ryhor Kastusëŭ        | Partito BPF                         | 126 999   | 1,97  |
| Uladzimir Niakliaeŭ   | Indipendente                        | 114 581   | 1,78  |
| Vital' Rymašeŭski     | Indipendente                        | 70 515    | 1,09  |
| Viktar Tjarėščanka    | Indipendente                        | 76 764    | 1,19  |
| Mikalaj Statkevič     | Indipendente                        | 67 583    | 1,05  |
| Ales' Michalevič      | Indipendente                        | 65 748    | 1,02  |
| Dzmitryj Vus          | Indipendente                        | 25 117    | 0,39  |
| Nessuno dei candidati | Nessuno dei candidati               | 416 925   | 6,47  |
| Voti non validi       | Voti non validi                     | 62 542    | 0,97  |
| Totale                | Totale                              | 6 441 031 | 100   |